# Charles A. Hufnagel

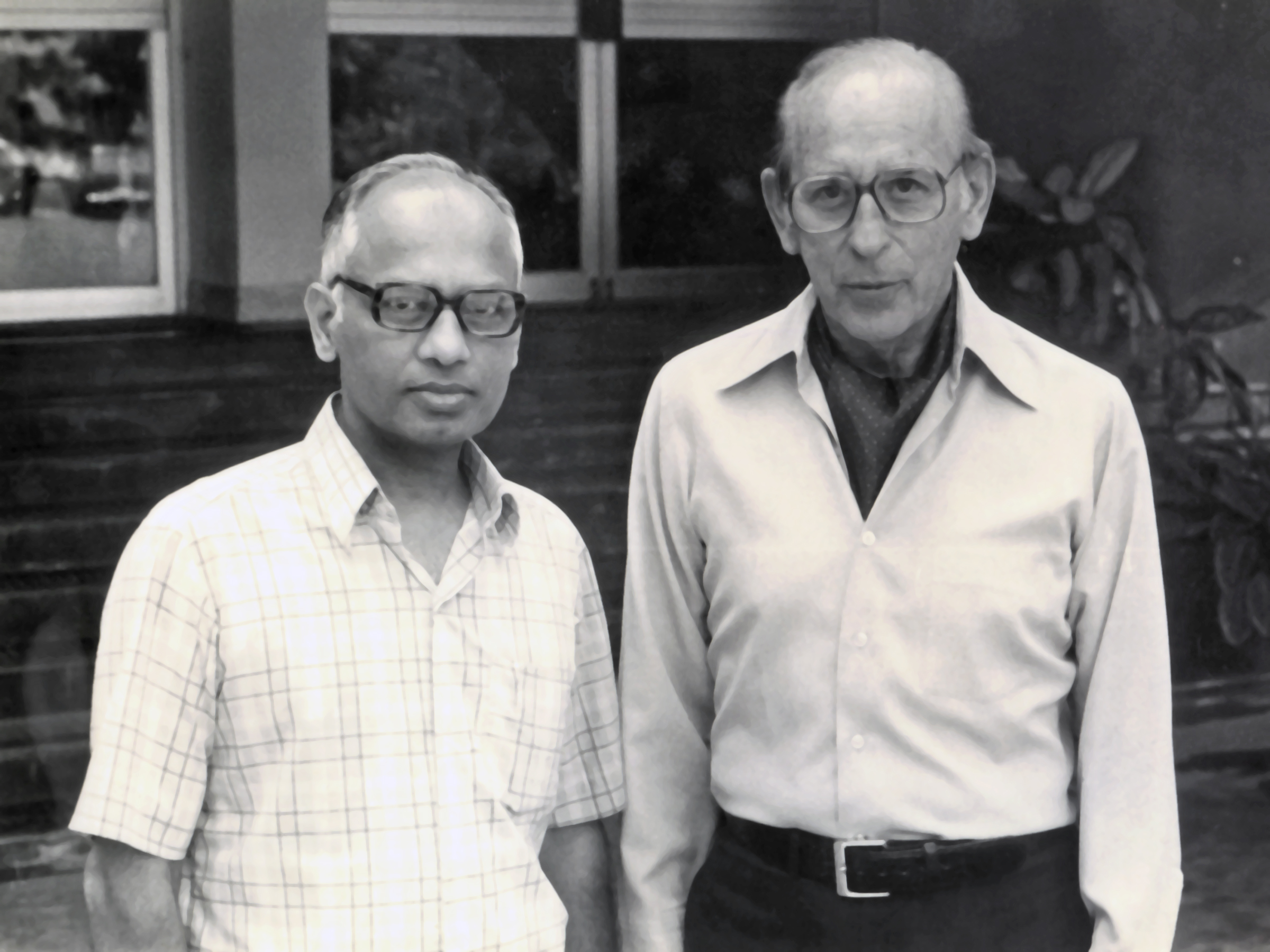
Charles Anthony Hufnagel (rechts) mit M. S. Valiathan (links)

Charles Anthony Hufnagel  (* 15. August 1916 in Louisville (Kentucky); † 31. Mai 1989 in Washington, D.C.) war ein US-amerikanischer Chirurg und Hochschullehrer.
Er  erfand die künstliche Herzklappe, die er am 11. September 1952 zum ersten Mal einem Menschen, einer 30 Jahre alten Frau, einsetzte. Dieses Plexiglaskugelventil hatte er fernab vom Herzen in die teilresezierte Aorta descendens (der absteigende Teil der thorakalen Hauptschlagader) erfolgreich zur Behandlung einer Aorteninsuffizienz implantiert. Später leistete er wesentliche Beiträge zur Entwicklung der Herz-Lungen-Maschine.

## Leben
Charles Hufnagel war der Sohn eines Arztes. Er wurde in Louisville geboren und wuchs in Richmond (Indiana) auf. Er studierte an der University of Notre Dame und wurde an der Harvard Medical School promoviert. 1950 wechselte er an die Georgetown University, an der er als Direktor des Chirurgie-Forschungslabors tätig war und Professor für Chirurgie wurde. Er entwickelte eine Operationsmethode zum Ersatz der Aortenklappe. und arbeitete an der Transplantation von Herzen und anderen Organen.
Im Jahr 1974 war Hufnagel Vorsitzender einer ärztlichen Kommission, die im Auftrag John Siricas den Gesundheitszustand des US-Präsidenten Richard M. Nixon im Zusammenhang mit dem Prozess um die Watergate-Affäre untersuchte. Der Kommission gehörten neben Hufnagel John J.
Spilell Jr. von der Mayo Clinic in Rochester und Richard Starr Ross von der Johns Hopkins University an. Die Ärzte stellten fest, Nixon sei für mindestens sechs Wochen zu krank, um vor Gericht erscheinen  zu können, schlossen jedoch diese Möglichkeit für die Zukunft nicht aus.